# Пурда (гміна)
Гміна Пурда (пол. Gmina Purda) — сільська гміна у північній Польщі. Належить до Ольштинського повіту Вармінсько-Мазурського воєводства.
Станом на 31 грудня 2011 у гміні проживало 8238 осіб.

## Територія
Згідно з даними за 2007 рік площа гміни становила 318.19 км², у тому числі:
- орні землі: 32.00%
- ліси: 50.00%

Таким чином, площа гміни становить 11.20% площі повіту.

## Населення
Станом на 31 грудня 2011:
| Опис     | Загалом | Загалом | Чоловіки | Чоловіки | Жінки | Жінки |
| -------- | ------- | ------- | -------- | -------- | ----- | ----- |
| одиниця  | осіб    | %       | осіб     | %        | осіб  | %     |
| все      | 8238    | 100     | 4114     | 49.94    | 4124  | 50.06 |
| міське   | 0       | 100     | 0        |          | 0     |       |
| сільське | 8238    | 100     | 4114     | 49.94    | 4124  | 50.06 |

## Сусідні гміни
Гміна Пурда межує з такими гмінами: Барчево, Дзьвежути, Єдвабно, Ольштинек, Пасим, Ставіґуда.